# 튀니스 정복 (1535년)
1535년 튀니스 정복은 합스부르크 황제 카를 5세와 동맹군이 오스만 제국이 점령하고 있던 튀니스를 탈환한 사건이다. 당초 튀니스는 합스부르크가에 복종하던 현지 통치자가 다스리고 있었으나 바르바로스 하이레딘 파샤의 공격으로 점령당해 있던 상황이었다.

## 배경
1533년 쉴레이만 대제는 알제에서 소환한 제독 바르바로스 하이레딘 파샤에게 콘스탄티노플에서 대규모 전투 함대를 건조하라는 명령을 내렸다. 그해 말부터 이듬해 겨울까지 총 70척의 갤리선이 건조되었으며, 유대인 2,000명을 비롯한 노예들이 노잡이로 쓰였다. 바르바로스는 이 함대를 이용해 이탈리아 해안을 따라 습격을 감행한 뒤 1534년 8월 16일 튀니스를 정복하고, 당시 스페인에 복종하던 지역 통치자 물레이 하산을 축출하였다. 바르바로스는 튀니스에 강력한 해군기지를 구축하여, 튀니스 일대 지역은 물론 바다 건너 몰타섬의 습격에 활용할 수 있게 되었다.
이 소식을 들은 신성로마제국 황제 카를 5세는 즉시 튀니스 탈환 준비에 나서, 개신교도들이 노잡이로 동원된 갤리선 74척을 비롯한 전함 300척, 군인 30,000명을 소집해 안트베르펜에서 출항하였다. 당시 동원된 전함 중에는 구호기사단의 산타 안나 호와 세계 최강으로 꼽히던 포르투갈 갤리온선 상 주앙 바프티스타 호가 있었다. 튀니스 정복을 위해 카를 5세가 투입한 군자금 역시 100만 두카트로 추산되어, 다뉴브강에서 쉴레이만 대제의 대군을 상대로 벌인 전역에 들어간 비용과 맞먹었다.
때마침 의도한 것은 아니지만 신대륙에서 돌아온 갤리온선이 200만 금화를 싣고 돌아오면서 군자금을 확보할 수 있었는데, 이 금화의 출처는 스페인 정복자 프란시스코 피사로가 잉카 제국 황제 아타우알파를 석방한 대가로 뜯어낸 것이었다. 금화를 넘겨받은 피사로는 아타우알파를 다시 잡아들여 1533년 8월에 처형하게 된다.
한편 프랑스의 프랑수아 1세는 프랑스군을 원정군에 지원해 달라는 카를 5세의 요청을 거부하고, 그 이유로 1533년 오스만 제국 사절단을 맞이한 뒤 바르바로스와 3년간 휴전을 맺었다고 밝혔다. 여기에 프랑수아 1세는 1534년 오스만 사절단 방문 이래 카를 5세의 합스부르크가에 협공하기 위한 작전을 쉴레이만 대제와 논의중에 있었다. 프랑수아 1세는 원정 기간 동안 같은 기독교 국가 간에 싸움이 일어나지 않도록 해 달라는 교황 바오로 3세의 요청에만 동의하였다.

## 전투
카를 5세는 가톨릭 연합함대의 선두에 서서 제노바 함대의 호위를 받으며 사르데냐에서 출항하였다. 이후 1535년 6월 1일 바르바로스의 함대를 격파한 뒤, 튀니스 인근 라골레타의 포위전에 나섰다. 합스부르크군은 큰 희생을 무릅쓴 끝에 승리하며 튀니스를 점령하는 데 성공하였다.
이 전투에서 포르투갈 갤리온선 상 주앙 바프티스타 호는 항구 입구에 쳐진 사슬을 부수고 튀니스에 포격을 가하는 공을 세웠다. 한편 스페인군은 전장에서 프랑스 백합문양이 새겨진 대포알을 발견하였는데 이는 곧 프랑스가 합스부르크가를 반목하고 오스만과 협력 단계에 들어갔음을 의미했다.
카를 5세 연합군의 점령 과정에서 튀니스 내부에서 학살이 벌어졌는데 그 사망자만 약 3만 명에 달했다. 바르바로스는 오스만군 수천 명과 함께 알제로 피신하였으며, 물레이 하산은 복권되었다. 도시에 널린 시체의 악취가 너무 심했던 관계로 카를 5세는 곧바로 튀니스를 떠난 뒤 라데스에 작전본부를 마련하였다.
튀니스 포위전은 당시 합스부르크 왕조의 위력을 보여주는 사건이었다. 카를 5세는 이탈리아 남부와 시칠리아, 스페인, 아메리카 식민지, 오스트리아, 네덜란드, 독일 일대를 직간접적으로 다스리고 있었다. 더욱이 그는 신성 로마 제국의 황제였기에 독일 대부분 영토를 명목상으로나마 통치하고 있었다.
튀니스에서의 패전을 겪은 오스만 제국은 합스부르크 왕조에 대응하기 위하여 프랑스와의 동맹을 체결해야 할 여지가 생겼다. 프랑스에서는 장 드 라 포레 대사를 오스만 제국의 수도 콘스탄티노플로 파견하였으며, 오스만 궁정 최초의 상임대사로 임명되어 동맹조약의 협상에 나설 수 있게 되었다.
카를 5세는 1536년 4월 튀니스에서의 승전을 축하하는 개선식을 시칠리아와 로마에서 거행하였다. 한편 라굴레타의 스페인 총독 루이스 페레스 바르가(Luys Peres Varga)는 튀니스의 방어력 강화를 위하여 1546년부터 1550년까지 튀니스호 내부에 위치한 치클리섬에 요새를 건설하였다.

## 여파
바르바로스는 안나바 항구로 가서 미리 대기중이던 함대와 함께 튀니지를 탈출하였다. 그 길로 바르바로스는 스페인 마온으로 가서 약탈전을 감행하였고 그곳에서 노예 600명을 데리고 알제로 돌아왔다.
1569년 오스만 제국은 튀니스의 탈환에 성공하였다. 이에 스페인은 1573년 오스트리아의 욘의 지휘 하에 다시 튀니스를 점령하였으나 1574년 오스만 측의 침공으로 상실하였다. 이후로는 국가 차원이 아닌 튀니스의 사병들이 기독교 선박과 충돌과 약탈을 일으켜 왔다. 이런 식의 습격은 지중해 전역에서 벌어졌으며 19세기 초 바르바리 해적이 완전히 진압되면서 끝이 났다.
1830년 프랑스가 알제 침공을 감행하여 프랑스령 알제리가 들어섰고, 튀니지에 대해서도 1881년 보호령으로 삼았다.

## 그림

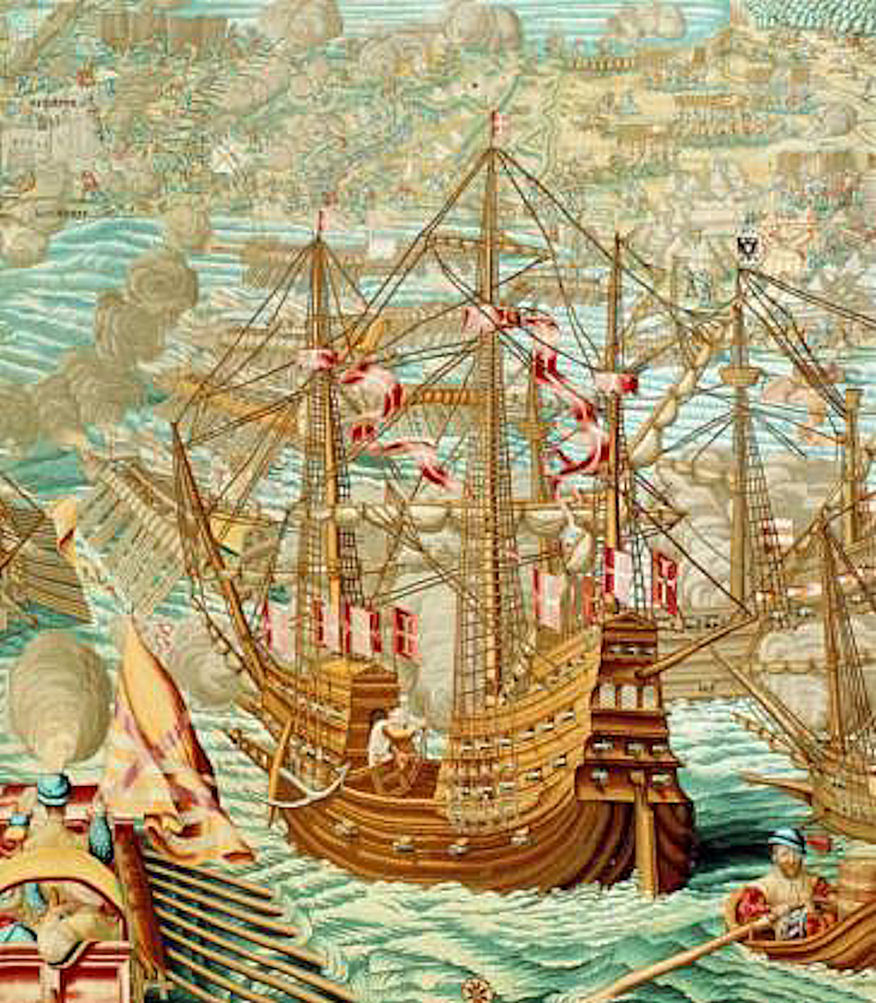
라골레타 포격전
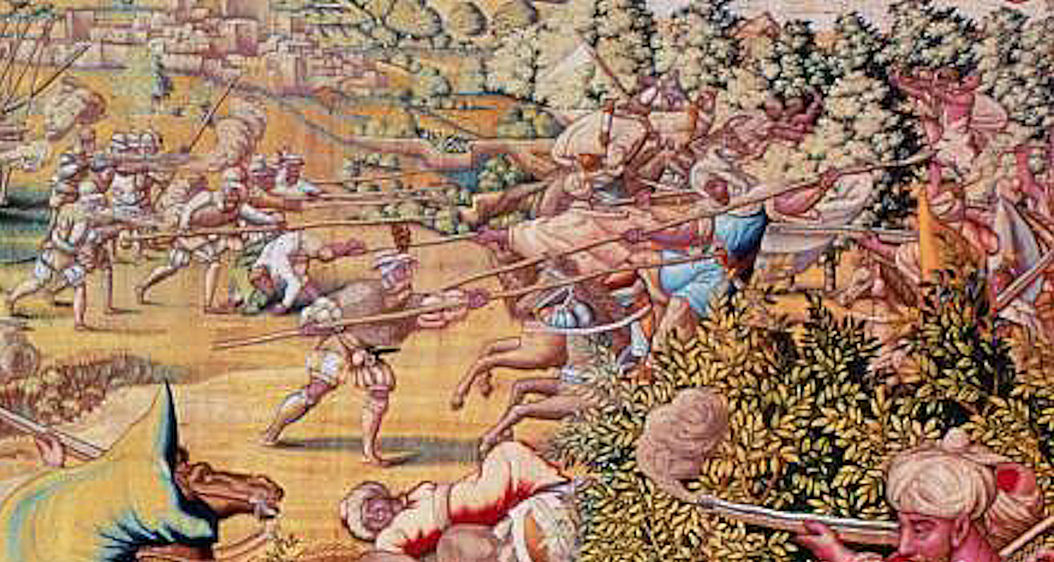
라골레타 공격
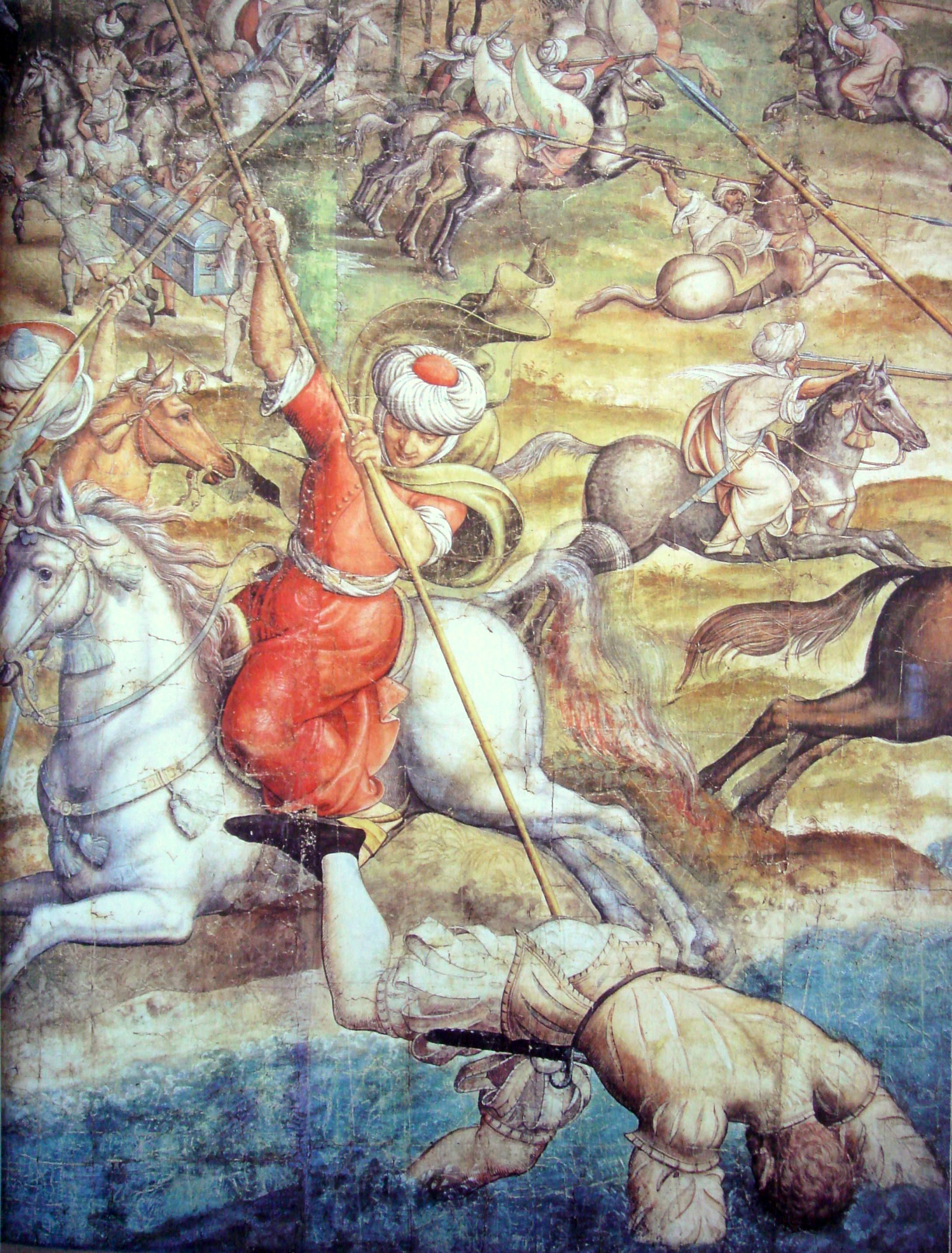
1535년 튀니스 전투
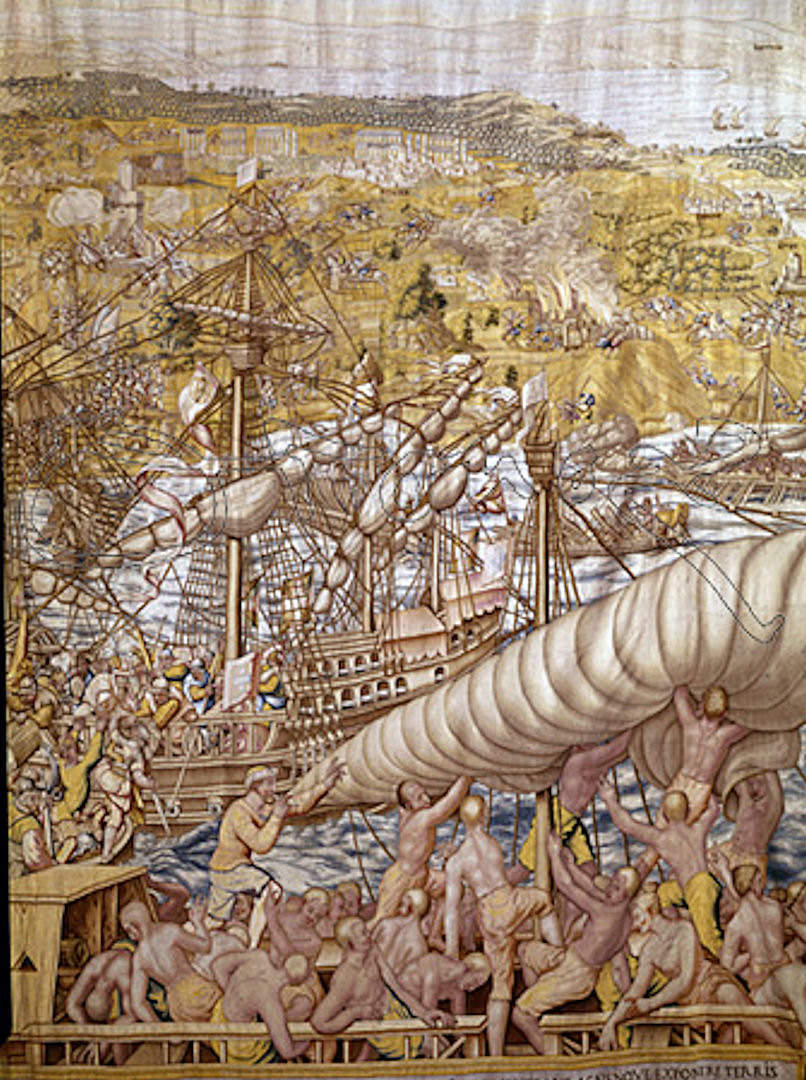
기독교도 노예 2만 명의 해방
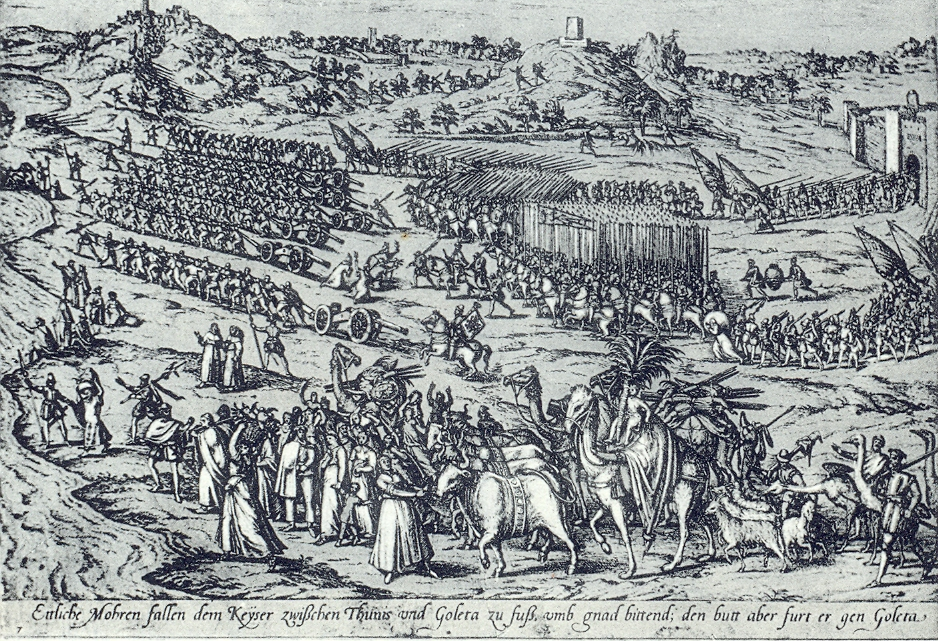
라데스로 향하는 카를 5세
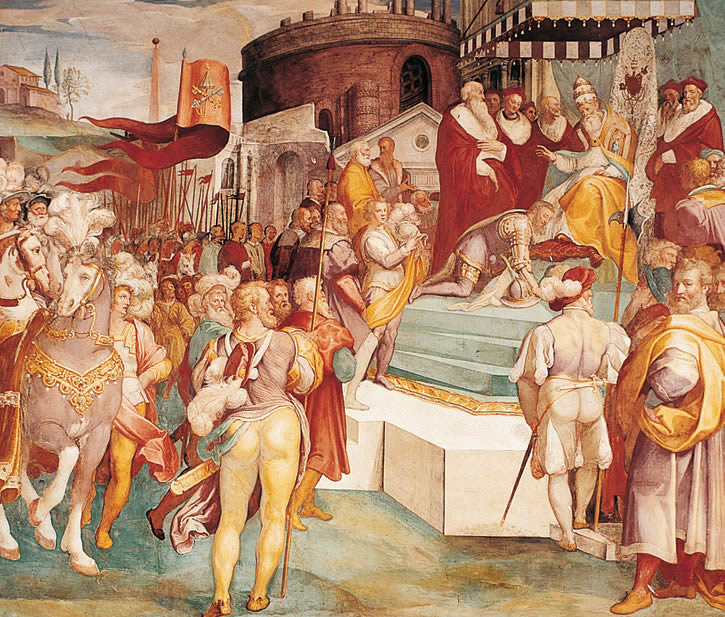
1535년 교황 바오로 3세에게 튀니스 함락을 알리는 카를 5세
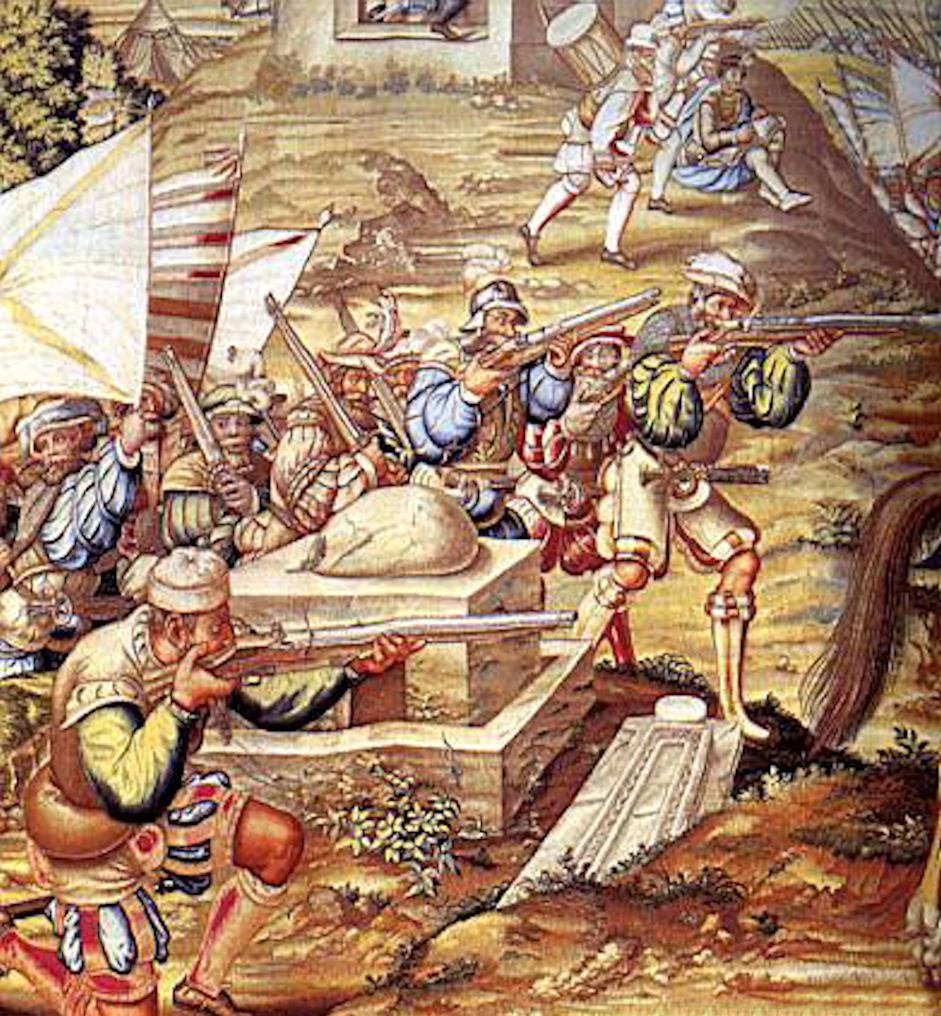
얀 코르넬리스 페르메이언, 튀니스를 정복하는 제국군 (1535년)
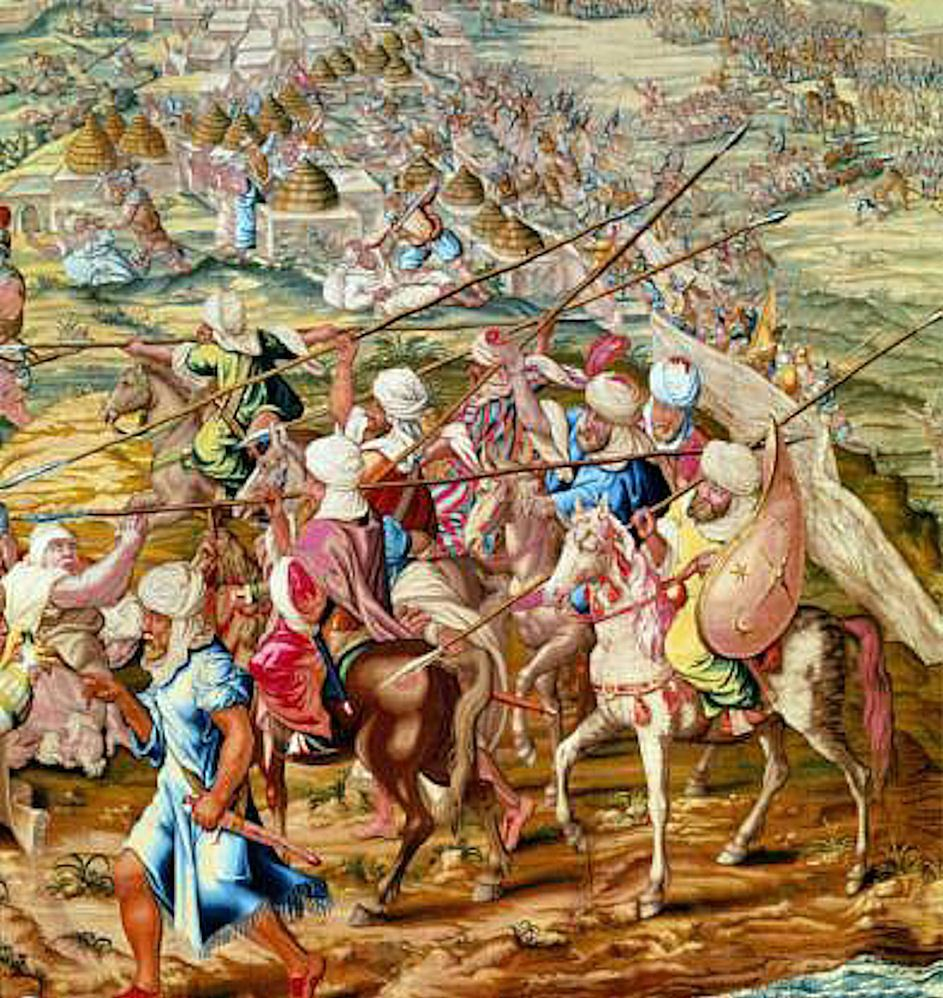
1535년 튀니스를 정복하는 오스만군

## 같이 보기
- 바르바리 해적
- 코르보곶 해전
- 겔리도니아곶 해전
- 튀니스 정복 (1574년)
- 알제 원정 (1541년)
- 오스만-포르투갈 분쟁

## 참고 문헌
- Allen, Bruce Ware. "Emperor vs. Pirate Tunis, 1535." MHQ: Quarterly Journal of Military History (Winter 2014) 26#2 pp 58–63.
- Battle: a Visual Journey Through 5000 Years of Combat. Grant, R. G. 2005
- Roger Crowley, Empires of the sea, 2008 Faber & Faber ISBN 978-0-571-23231-4
- Garnier, Edith L'Alliance Impie Editions du Felin, 2008, Paris ISBN 978-2-86645-678-8
- La Marina Cántabra. Ballesteros–Beretta, Antonio. 1968